# Loxosceles lutea
Espèce
Synonymes
- Loxosceles pictithorax Strand, 1914

Loxosceles lutea est une espèce d'araignées aranéomorphes de la famille des Sicariidae.

## Distribution
Cette espèce se rencontre en Colombie et en Équateur,.

## Description
Le mâle décrit par Gertsch en 1967 mesure 6,4 mm et la femelle 8 mm.

## Publication originale
- Keyserling, 1877 Amerikanische Spinnenarten aus den Familien der Pholcoidae, Scytodoidae und Dysderoidae. Verhandlungen der kaiserlich-königlichen zoologisch-botanischen Gesellschaft in Wien, vol. 27, p. 205-234 (texte intégral).